# Grey Damon

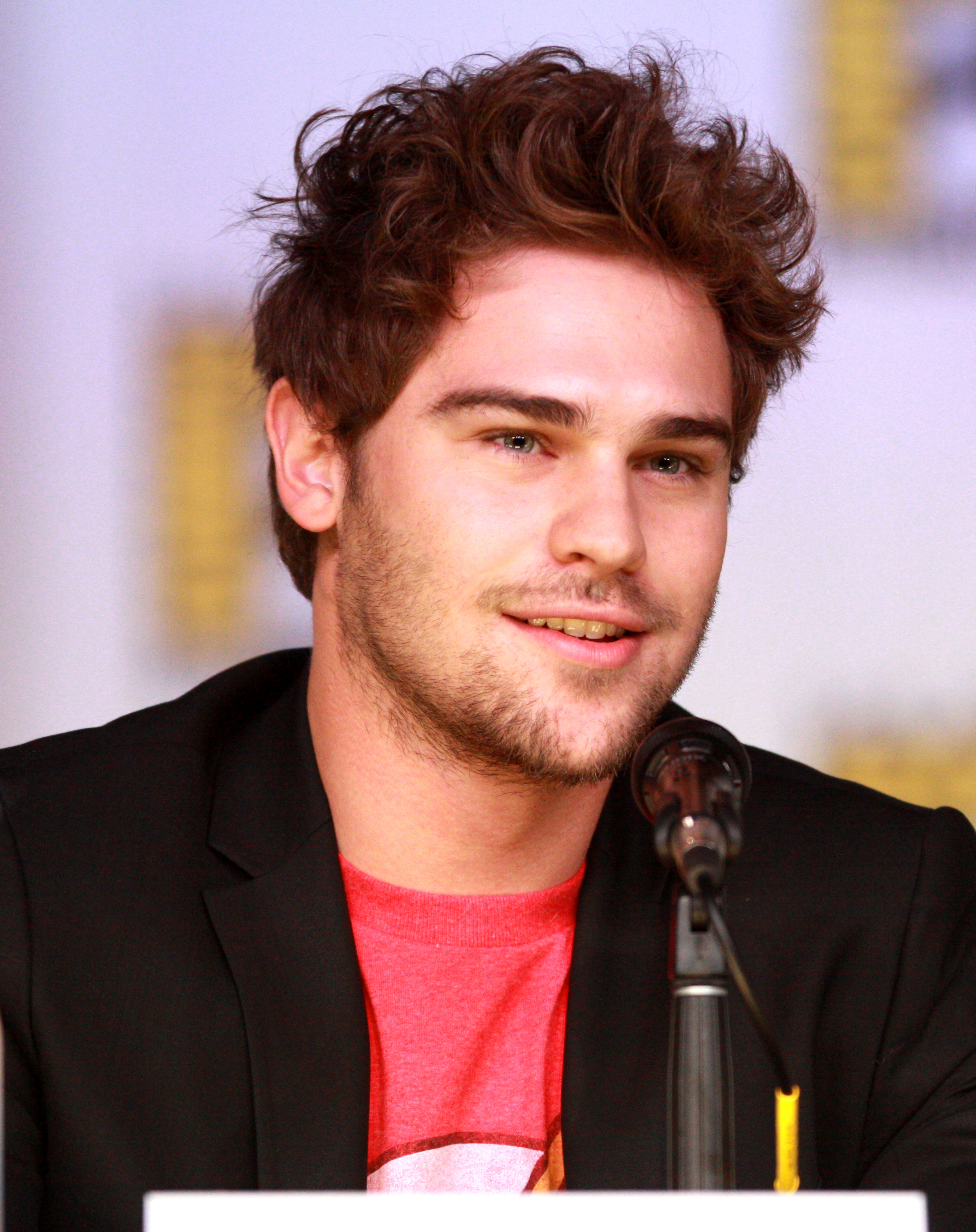
Grey Damon bei der Comic-Con 2013

Grey Damon (* 24. September 1987) ist ein US-amerikanischer Schauspieler.

## Leben
Damon begann seine Schauspielkarriere er 2009 in einer Folge der Jugendserie 90210 sowie in Lincoln Heights. 2010 hatte er Gastrollen in den ABC-Family-Serien 10 Dinge, die ich an dir hasse und Greek, sowie in den Fernsehserien The Whole Truth und True Blood. In den USA wurde er durch die Rolle des Hastings Ruckle in der fünften und letzten Staffel von Friday Night Lights bekannt. Nach Ende der Serie erhielt er eine Hauptrolle in der Mysteryserie The Nine Lives of Chloe King, die nach einer Staffel und 10 Episoden wieder eingestellt wurde. 2012 war er in sechs Folgen der The-CW-Fernsehserie The Secret Circle zu sehen. Im Jahr 2012 erhielt er die Rolle des Chris Rodriguez in der Fortsetzung zu Percy Jackson – Diebe im Olymp, Percy Jackson – Im Bann des Zyklopen, die im August 2013 Premiere hatte.
2013 war er in der ABC-Family-Fernsehserie Twisted als Archie zu sehen. 2014 spielte er die Rolle des Grayson in der Fernsehserie Star-Crossed des Senders The CW. Seit 2018 hat er eine feste Rolle als Jack Gibson bei Seattle Firefighters – Die Jungen Helden (im Original Station 19).

## Filmografie (Auswahl)
- 2009: 90210 (Fernsehserie, Episode 1x15)
- 2009: Lincoln Heights (Fernsehserie, Episode 4x06)
- 2010: Greek (Fernsehserie, Episode 3x14)
- 2010: 10 Dinge, die ich an dir hasse (10 Things I Hate About You, Fernsehserie, Episode 1x14)
- 2010: The Devil Within
- 2010: True Blood (Fernsehserie, 3 Episoden)
- 2010–2011: Friday Night Lights (Fernsehserie, 13 Episoden)
- 2011: The Nine Lives of Chloe King (Fernsehserie, 10 Episoden)
- 2012: The Secret Circle (Fernsehserie, 6 Episoden)
- 2013: Percy Jackson – Im Bann des Zyklopen (Percy Jackson: Sea of Monsters)
- 2013: American Horror Story (Fernsehserie, Episode 3x01)
- 2013: Oldboy
- 2013–2014: Twisted (Fernsehserie, 10 Episoden)
- 2014: Star-Crossed (Fernsehserie, 13 Episoden)
- 2015–2016: Aquarius (Fernsehserie, 26 Episoden)
- 2016–2017, 2021: The Flash (Fernsehserie, 3 Episoden)
- 2017: The Magicians (Fernsehserie, Episode 2x08)
- 2018: The Possession of Hannah Grace
- 2018–2024: Seattle Firefighters – Die jungen Helden (Station 19, Fernsehserie)
- 2019–2021: Grey’s Anatomy (Fernsehserie, 3 Folgen)